# Grafton, New Hampshire
Grafton är en kommun (town) i Grafton County i delstaten New Hampshire, USA med 1 340 invånare (2010). 